# ホルヘ・エンリケス
ホルヘ・エンリケス・ガルシア（Jorge Enríquez García, 1991年1月8日 - ）は、メキシコ・メヒカリ出身の元サッカー選手。現役時代のポジションはミッドフィールダー。

## 経歴
メキシコのCDグアダラハラでプロキャリアをスタートさせ、2010年2月5日、CFパチューカ戦でデビューを果たした。モナルカス・モレリア戦でプロ初ゴールを記録した。

## 代表歴
メキシコ代表として2011 FIFA U-20ワールドカップに出場し、ブロンズボールを獲得した。

## 所属クラブ
- CDグアダラハラ 2009-2018

→  クラブ・レオン 2016 (期限付き移籍)
→  コラス・デ・ナヤリットFC 2016 (期限付き移籍)
→  サントス・ラグナ 2017 (期限付き移籍)
→  プエブラFC 2018 (期限付き移籍)
- オモニア・ニコシア 2018-2019
- サラマンカCF UDS 2019-2020
- ティブロン 2020
- ベナドスFC 2021-2022

## タイトル
代表
- CONCACAF U-20選手権 2011
- パンアメリカン競技大会 2011
- ロンドンオリンピック 2012

個人
- 2011 FIFA U-20ワールドカップ ブロンズボール